# David Reivers
David Reivers (Kingston, 21 novembre 1958) è un attore statunitense, padre dell'attore Corbin Bleu.
È conosciuto per aver interpretato il padre di suo figlio nel film Disney per la televisione Jump in!, in Free Style e in High School Musical 3: Senior Year.

## Filmografia parziale

### Cinema
- High School Musical 3: Senior Year, regia di Kenny Ortega (2008)

### Televisione
- Il bambino venuto dal mare – film TV (1999)
- Streghe – serie TV, (2001-2002)
- 24 - serie TV, episodio 3x02 (2003)
- Una mamma per amica - serie TV, episodio 5x22 (2005)
- Drake & Josh - serie TV, episodio La locanda di Drake e Josh (2006)
- Jump In!, regia di Paul Hoen – film TV (2007)
- Free Style – film TV (2008)

## Doppiatori italiani
Nelle versioni in italiano delle opere in cui ha recitato, David Reivers è stato doppiato da:
- Claudio Colombo in Ally McBeal
- Guido Sagliocca in Streghe
- Silvio Anselmo in 24
- Stefano Mondini in Jump In!
- Saverio Moriones in Desperate Housewives